# Ulysses (Kansas)
Ulysses is een plaats (city) in de Amerikaanse staat Kansas, en valt bestuurlijk gezien onder Grant County.

## Demografie
Bij de volkstelling in 2000 werd het aantal inwoners vastgesteld op 5960.
In 2006 is het aantal inwoners door het United States Census Bureau geschat op 5669, een daling van 291 (-4.9%).

## Geografie
Volgens het United States Census Bureau beslaat de plaats een oppervlakte van
7,6 km², waarvan 7,5 km² land en 0,1 km² water.

## Plaatsen in de nabije omgeving
De onderstaande figuur toont nabijgelegen plaatsen in een straal van 44 km rond Ulysses.